# Atlin (Colombie-Britannique)
Pour les articles homonymes, voir Atlin.
Atlin est une localité canadienne située à l'extrême nord-ouest de la province de Colombie-Britannique dans la région Stikine. Elle est accessible par la route de l'Altin, depuis le Yukon ainsi que par les airs grâce à un aérodrome (code OACI : CYSQ) et une hydrobase (code OACI : CAD6). La ville borde le lac Atlin au débouché de la vallée de l'émissaire et de la route du lac Surprise, une vallée minière. La localité la plus proche est le village amérindien de Five Mile Point, 10 km au sud. Par la route, Whitehorse, la capitale du territoire du Yukon est la ville la plus proche, distante de 170 km,,.

## Climat
| Mois                                  | jan.       | fév.       | mars       | avril      | mai       | juin      | jui.      | août      | sep.       | oct.       | nov.       | déc.     | année    |
| ------------------------------------- | ---------- | ---------- | ---------- | ---------- | --------- | --------- | --------- | --------- | ---------- | ---------- | ---------- | -------- | -------- |
| Température minimale moyenne (°C)     | −16,5      | −15,3      | −10,7      | −4,1       | 1,3       | 5,3       | 7,8       | 7,3       | 3,8        | −0,6       | −8,4       | −11,2    | −3,4     |
| Température moyenne (°C)              | −12,8      | −10,7      | −5,5       | 1,3        | 6,9       | 11,3      | 13,4      | 12,4      | 8,1        | 2,6        | −5,5       | −8,1     | 1,1      |
| Température maximale moyenne (°C)     | −9,1       | −6,1       | −0,3       | 6,7        | 12,5      | 17,2      | 19        | 17,5      | 12,3       | 5,7        | −2,5       | −5       | 5,7      |
| Record de froid (°C) date du record   | −47,8 1925 | −47,2 1917 | −39,4 1919 | −31,1 1920 | −10 2002  | −3,9 1911 | −1,1 1937 | −2,2 1910 | −11,1 1972 | −26,7 1935 | −33,3 1909 | −50 1917 | −50 1917 |
| Record de chaleur (°C) date du record | 7,2 1926   | 10,6 1968  | 14 1994    | 20 1995    | 26,7 1936 | 31 2004   | 30 1927   | 30 1999   | 26,7 1938  | 19,5 1993  | 13,3 1926  | 10 1999  | 31 2004  |
| Précipitations (mm)                   | 45,6       | 25,4       | 17,4       | 9,4        | 18,2      | 29,7      | 32,8      | 34,2      | 42         | 37,4       | 36,1       | 36,4     | 364,6    |
| dont neige (cm)                       | 44,2       | 24,1       | 16,9       | 6,4        | 1         | 0         | 0         | 0         | 1,3        | 9,5        | 27,1       | 33,2     | 163,7    |
| Nombre de jours avec précipitations   | 12,2       | 8,4        | 7,4        | 3,7        | 8         | 9,4       | 10,9      | 11,7      | 12,8       | 12,6       | 11,8       | 12,4     | 121,3    |
| Nombre de jours avec neige            | 11,8       | 8,2        | 7          | 2,3        | 0,4       | 0,1       | 0         | 0         | 0,4        | 4,2        | 10,5       | 11,5     | 56,4     |

| Diagramme climatique                                  |               |               |            |             |             |           |             |           |             |              |             |
| J                                                     | F             | M             | A          | M           | J           | J         | A           | S         | O           | N            | D           |
| −9,1−16,545,6                                         | −6,1−15,325,4 | −0,3−10,717,4 | 6,7−4,19,4 | 12,51,318,2 | 17,25,329,7 | 197,832,8 | 17,57,334,2 | 12,33,842 | 5,7−0,637,4 | −2,5−8,436,1 | −5−11,236,4 |
| Moyennes : • Temp. maxi et mini °C • Précipitation mm |               |               |            |             |             |           |             |           |             |              |             |